# Hipócrates de Gela
Hipócrates de Gela (en griego, Hippokrátēs; en latín, Hippocrătes; f. 491 a. C.) fue el segundo tirano de la antigua ciudad siciliana de Gela y gobernó del 498 al 491 a. C. Sucedió a su hermano Cleandro hacia el 498 a. C. y gobernó hasta el 491 a. C.
Su época fue una de las más gloriosas de la colonia fundada por rodios y cretenses. Inició la política expansionista de Gela, quiso extender su dominio por toda la Sicilia oriental hasta el estrecho de Mesina y en poco tiempo su ciudad se convirtió en la más poderosa de la isla: bajo su gobierno Gela llegó a ser la ciudad más floreciente y poderosa tras la colonización griega de la Magna Grecia.
Conquistó Calípolis, Zancle, Naxos y Leontino. Llegó a asediar Siracusa, pero tuvo que retirarse por la intervención en la guerra de Corinto y de Corcira. A pesar de ello, consiguió que Siracusa le entregara la ciudad de Camarina.
En el 491 a. C., le sorprendió la muerte en las inmediaciones de la ciudad de Hibla, durante una expedición contra los sículos. Como sucesores fueron designados sus hijos Euclides y Cleandro, pero de súbito fueron sustituidos por el comandante de la caballería, Gelón.

| Predecesor: Cleandro | Tirano de Gela 498 – 491 a. C. | Sucesor: Gelón |